# Tour du Poitou-Charentes 2010
Il Tour du Poitou-Charentes 2010, ventiquattresima edizione della corsa, si svolse dal 24 al 27 agosto 2010 su un percorso di 680 km ripartiti in 5 tappe, con partenza da Chalais e arrivo a Poitiers. Fu vinto dal francese Jimmy Engoulvent della Saur-Sojasun davanti al canadese Dominique Rollin e allo svizzero Martin Elmiger.

## Tappe
| Tappa  | Data      | Percorso                              | km    | Vincitore di tappa     | Leader cl. generale    |
| ------ | --------- | ------------------------------------- | ----- | ---------------------- | ---------------------- |
| 1ª     | 24 agosto | Chalais > Royan                       | 186,3 | Anthony Roux           | Anthony Roux           |
| 2ª     | 25 agosto | Saint-Georges-de-Didonne > Niort      | 178,5 | Anthony Ravard         | Anthony Roux           |
| 3ª     | 26 agosto | Quinçay > Vouillé                     | 95,7  | Jimmy Engoulvent       | Anthony Roux           |
| 4ª     | 26 agosto | Latillé > Vouillé (cron. individuale) | 22,1  | Markel Irizar Aranburu | Markel Irizar Aranburu |
| 5ª     | 27 agosto | Niort > Poitiers                      | 197,6 | Jimmy Casper           | Jimmy Engoulvent       |
| Totale | Totale    | Totale                                | 680   |                        |                        |

## Dettagli delle tappe

### 1ª tappa
- 24 agosto: Chalais > Royan – 186,3 km

| Pos. | Corridore         | Squadra           | Tempo    |
| ---- | ----------------- | ----------------- | -------- |
| 1    | Anthony Roux      | FDJ               | 4h24'57" |
| 2    | Daniele Colli     | Ceramica Flaminia | s.t.     |
| 3    | Romain Lemarchand | Big Mat           | s.t.     |

| Pos. | Corridore         | Squadra           | Tempo    |
| ---- | ----------------- | ----------------- | -------- |
| 1    | Anthony Roux      | FDJ               | 4h24'42" |
| 2    | Daniele Colli     | Ceramica Flaminia | a 9"     |
| 3    | Romain Lemarchand | Big Mat           | a 11"    |

### 2ª tappa
- 25 agosto: Saint-Georges-de-Didonne > Niort – 178,5 km

| Pos. | Corridore        | Squadra           | Tempo    |
| ---- | ---------------- | ----------------- | -------- |
| 1    | Anthony Ravard   | AG2R              | 4h17'01" |
| 2    | Dominique Rollin | Cervélo           | s.t.     |
| 3    | Enrico Rossi     | Ceramica Flaminia | s.t.     |

| Pos. | Corridore      | Squadra     | Tempo    |
| ---- | -------------- | ----------- | -------- |
| 1    | Anthony Roux   | FDJ         | 8h41'43" |
| 2    | Anthony Ravard | AG2R        | a 5"     |
| 3    | Brice Feillu   | Vacansoleil | a 6"     |

### 3ª tappa
- 26 agosto: Quinçay > Vouillé – 95,7 km

| Pos. | Corridore        | Squadra      | Tempo    |
| ---- | ---------------- | ------------ | -------- |
| 1    | Jimmy Engoulvent | Saur-Sojasun | 2h12'54" |
| 2    | Nacer Bouhanni   | FDJ          | s.t.     |
| 3    | Jimmy Casper     | Saur-Sojasun | s.t.     |

| Pos. | Corridore      | Squadra           | Tempo     |
| ---- | -------------- | ----------------- | --------- |
| 1    | Anthony Roux   | FDJ               | 10h54'37" |
| 2    | Anthony Ravard | AG2R              | a 5"      |
| 3    | Daniele Colli  | Ceramica Flaminia | a 9"      |

### 4ª tappa
- 26 agosto: Latillé > Vouillé (cron. individuale) – 22,1 km

| Pos. | Corridore              | Squadra    | Tempo  |
| ---- | ---------------------- | ---------- | ------ |
| 1    | Markel Irizar Aranburu | RadioShack | 26'01" |
| 2    | Martin Elmiger         | AG2R       | s.t.   |
| 3    | Haimar Zubeldia        | RadioShack | a 1"   |

| Pos. | Corridore              | Squadra    | Tempo     |
| ---- | ---------------------- | ---------- | --------- |
| 1    | Markel Irizar Aranburu | RadioShack | 11h20'53" |
| 2    | Martin Elmiger         | AG2R       | s.t.      |
| 3    | Haimar Zubeldia        | RadioShack | a 1"      |

### 5ª tappa
- 27 agosto: Niort > Poitiers – 197,6 km

| Pos. | Corridore     | Squadra                 | Tempo    |
| ---- | ------------- | ----------------------- | -------- |
| 1    | Jimmy Casper  | Saur-Sojasun            | 4h22'20" |
| 2    | Cédric Pineau | Roubaix Lille Metropole | s.t.     |
| 3    | Thibaut Pinot | FDJ                     | s.t.     |

| Pos. | Corridore        | Squadra      | Tempo     |
| ---- | ---------------- | ------------ | --------- |
| 1    | Jimmy Engoulvent | Saur-Sojasun | 15h43'59" |
| 2    | Dominique Rollin | Cervélo      | s.t.      |
| 3    | Martin Elmiger   | AG2R         | a 28"     |

## Classifiche finali

### Classifica generale
| Pos. | Corridore              | Squadra                      | Tempo     |
| ---- | ---------------------- | ---------------------------- | --------- |
| 1    | Jimmy Engoulvent       | Saur-Sojasun                 | 15h43'59" |
| 2    | Dominique Rollin       | Cervélo TestTeam             | s.t.      |
| 3    | Martin Elmiger         | Ag2r-La Mondiale             | a 28"     |
| 4    | Haimar Zubeldia        | Team RadioShack              | a 32"     |
| 5    | Markel Irizar Aranburu | Team RadioShack              | a 48"     |
| 6    | Jimmy Casper           | Saur-Sojasun                 | a 50"     |
| 7    | Cédric Pineau          | Roubaix Lille Metropole      | a 1'01"   |
| 8    | Wout Poels             | Vacansoleil Pro Cycling Team | a 1'03"   |
| 9    | Ignatas Konovalovas    | Cervélo TestTeam             | a 1'05"   |
| 10   | Kevin Neirynck         | Landbouwkrediet              | a 1'07"   |